# 大典太
大典太（おおてんた / おおでんた）は、平安時代後期に作られたとされる日本刀（太刀）である。日本の国宝に指定されており、東京都目黒区にある公益財団法人前田育徳会が所蔵する。国宝指定名称は「太刀銘光世作(名物大典太)
」（たち めい みつよさく めいぶつおおでんた）である。天下五剣の一振りに数えられているが、それがいつからかは明確ではない。大伝多と表記する場合もある

## 概要

### 刀工・三池典太光世について
平安時代末期に筑後国で活躍した刀工である三池典太光世によって作られたとされる太刀である。光世は筑後国三池（現在の福岡県大牟田市）を活動拠点として活躍しており、三池派の開祖としても知られている。光世という銘は平安時代時代末期から室町時代中期にかけて三池派の刀工に受け継がれていたが、本作は永保（1081-1084年）年間に活躍した初代光世によって作られた太刀であり、初代光世で唯一の在銘である。

### 名前の由来
大典太の名前の由来は明らかではないが、昭和期を代表する刀剣学者である佐藤寒山は著書『武将と名刀』において、大包平や大兼光などを例に挙げ「大」という字は最も出来が優れたもの、第一等の作という意味で用いられていると述べている。なお、「大」とは名づいているものの刃長が長いからなど他の作刀と比べて大きいからという意味ばかりでは絶対にないとも述べている。また、同じく刀剣学者である小笠原信夫は、名前の由来を堂々とした姿からくるものとする推測を述べている。
佐藤の解説によれば、本作は元々室町幕府初代将軍である足利尊氏の愛刀の一つであり、二つ銘則宗や鬼丸国綱に並んで足利将軍家の重宝として伝来していたものとされる。『御拝領御道具品々帳』および『御腰物之帳』によれば、室町十五代将軍である足利義昭が豊臣秀吉へ贈ったとされる。

### 加賀前田家へ伝来
その後前田利家に贈られたとされる。利家の手元に渡ってからは、唐櫃に収納され注連が張られたとされる。本作は病気の治癒と切れ味に関する伝承が残されている。前者は病人の枕元に置くと治り、返却すると再発するため貸借を繰り返し、三度目に贈与されるというものである。徳川幕府八代将軍吉宗が本阿弥家に命じて編纂させた名刀の目録である『享保名物帳』では豪姫のため利家が秀吉から贈与されたとされ、もう一説では秀吉から徳川家康に贈られた後、徳川秀忠と前田利常が珠姫のために貸借を繰り返す話となっている。
また、本作は切れ味を試すために山田浅右衛門吉睦によって試し斬りが行われた。これは1792年（寛政4年）8月19日に江戸千住の小塚原にて死刑囚の死体を用いて行われたものであり、1回目は一ノ胴（両腋の下）、2回目は車先（ヘソの辺り）を試したが、土壇を五寸（約15センチメートル）切り込んだ。3回目は骨が多く斬るのが難しいとされる雁金（腋のすぐ下）で試したが、これも先程同様に土壇まで切り込んだ。4回目には死体を3体重ねた三つ胴を試したところ、一番上と真ん中の死体は摺り付け（鳩尾）を両断し、一番下の死体は一ノ胴の少し上を切り裂き、背骨で止まっていたとされる。
元禄以降に記された拝領道具帳において、本作は1713年（正徳3年）以降それまで冒頭に記されていた富田郷に代わって冒頭に記されるようになる。1812年（文化9年）3月に本阿弥重郎左衛門が加賀藩江戸藩邸で前田家の名刀を手入れした際の記録にも本作が記されていることから、その時には江戸で保管されていたと考えられている。1856年（安政3年）に本阿弥喜三次に研ぎが命じられたあと箱に収められる。

### 近代以降
1910年（明治43年）7月8日に明治天皇夫妻が行幸啓で前田家を訪れた際に16本の候補の中から備前助真刀、太郎作正宗、古備前正恒、一文字備前助光と共に天覧に供した。1956年（昭和31年）6月28日に重要文化財に指定され、1957年（昭和32年）2月19日に国宝に指定される。指定名称は「太刀銘光世作(名物大典太)
」で、「革包太刀拵」も附指定されている。前田家にとっても重要な刀剣である本作は、それまでは前田家の家中でも国宝指定などもってのほかという見解もあったようであり、重要文化財の指定を決める会議では前田家の家職が会議の直前に博物館へ本作を持参し、会議が終われば直ちに持ち帰るという慎重さであった。さらに翌年行われた国宝指定の会議では、もはや実物すら会議に持参されず、写真のみで国宝に指定するか審議をせざるをえなかったいう逸話が遺されている。2012年（平成24年）現在は前田家に伝わった文化財を保存・管理する前田育徳会が所蔵している。

## 作風

### 刀身
刃長（はちょう、刃部分の長さ）は65.1センチメートル、先身幅は2.4センチメートル、元幅（もとはば、刃から棟まで直線の長さ）3.5センチメートル、先幅2.4センチメートル、反り（切先から鎺元まで直線を引いて直線から棟が一番離れている長さ）2.7センチメートル、切先の長さ3.35センチメートル。茎（なかご、柄に収まる手に持つ部分）から刀身の5分の1ほどまで鎬筋に沿って腰樋（こしひ）を掻き、同時代の太刀と比べて非常に身幅が広く刀身長の短い独特の体配を持つ。表面の鎬には三池樋と呼ばれる幅広で浅い樋がある。目釘孔が2つあるうち下中央に太鏨（たがね）の三字銘で「光世作」と入っている。なお、初代三池典太の有銘完存の作刀はほとんど現存していないため貴重なものとなっている。また他の光世の作品と比べて身幅が広いことが指摘されている。
鍛えは、大板目流れる。刃文（はもん）は、沸出来（にえでき）の細直刃（ほそすぐは、直線状の刃文〈直刃〉で、焼きの入った部分の幅が狭いもの）で、ほつれ（刃文を構成する線に糸のほつれたような形が現われたもの）ごころがあり、わずかに足入り、物打辺に二重刃交じる。平安時代後期に作られたの他の刀剣とは異なる作風のものである。

### 外装
茶色皺革包に萌黄糸巻を施した鬼丸拵（おにまるこしらえ）の外装が付属している。『享保名物帳』及び『詳解刀剣名物帳』（『享保名物帳』の写本に高瀬羽皐が注釈をつけたもの）によると、この外装は桃山時代の作であり、利家もしくは利常が所有していた際に、本阿弥光徳もしくは本阿弥光甫に命じて作らせたものとされる。また、異説も存在し、刀剣学者である福永酔剣は著書『日本刀大百科事典』において、この鬼丸拵は1669年(寛文9年)に、前田家が本阿弥光甫に命じて作られたものとしている。ただ、この際に鎺（はばき、刀身の手元の部分にとめる金具）にあった桐紋は前田家の梅鉢紋に替えられており、目貫（めぬき、刀身が抜けないように固定する箇所の装飾部)も梅鉢紋があしらわれている。

### 収納
本作は外箱と中箱が付随している。外箱は春慶塗の縦116.2センチメートル、横21.8センチメートル、高さ16.6センチメートル。中箱は桐白木で縦111.8センチメートル、横6.7センチメートル、高さ12.5センチメートル。